# Обыкновенный кистехвост
Обыкновенный кистехвост (лат. Polyxenus lagurus) — вид двупарноногих многоножек из семейства Polyxenidae.
Длина тела 2—3 мм. Желтоватое тело имеет 11 сегментов, покрытых шиповатыми щетинками. На конце тела имеется кисточка из длинных волосков, при помощи которой кистехвост защищается от муравьёв. Питается водорослями и лишайниками. Адаптирован к умеренно влажным и сухим местам обитания. Активен в течение дня. Утром поглощает влагу из окружающей среды. Половое размножение происходит без совокупления. Самец оставляет сперматофоры на паутинке, откуда самка захватывает их своим половым отверстием. Космополитичный вид.

## Описание
Взрослые особи достигают от 2 до 3 или от 3 до 4 мм в длину и от 0,5 до 1 мм в ширину. Тело покрыто ненасыщенными солями кальция, туловище светло-янтарного цвета покрыто тёмно-коричневыми щетинками. Последние щетинки собраны в пучки и служат для защиты. Их вершины изогнуты, и они цепляются за щетинки атакующего, например, за муравьёв или пауков, временно обездвиживая его и делая их уязвимыми.
У самцов и самок половые отверстия расположены за второй парой ног. Половой диморфизм отмечен в несколько меньших размерах самцов и наличии тонких пучков щетинок на его теле.

## Биология и экология
У кистехвостов отсутствует совокупление. Оплодотворение наружно-внутреннее. Самец выделяет из секрета желёз полового члена два сперматофора. Затем, используя выделение из желез восьмой и девятой пар ног, он образует длинную, приблизительно 1,5 см в длину, паутинку, к которой прикрепляет сперматофоры. Самка, оказавшись рядом с паутинкой, захватывает сперматофоры своим половым отверстием.
Яйца кистехвостов соединены в нити и свёрнуты по спирали, образуя таким образом диск. Вокруг этого диска самка выкладывает длинные волоски, которые удерживают яйца от соприкосновения с землёй, обеспечивая достаточную вентиляцию.
В отличие от большинства других двупарноногих, этот вид предпочитает умеренно влажную и сухую среду. Чаще всего его находят под стволами погибших деревьев, особенно хвойных, под камнями или на земле под подстилкой. На морском побережье он отмечен среди корней галофильных растений. Также встречаются под мхом и лишайниками, покрывающими постройки человека. Обитает также в старых каменных и кирпичных стенах. Активен в течение дня, даже на полном солнце. Питается водорослями и лишайниками.
Особой адаптацией к среде обитания является криптонефрическая система, позволяющая извлекать водяной пар непосредственно из воздуха. Животные, потерявшие до 20 % веса из-за обезвоживания, могут восстановиться в течение 5 часов, если влажность превышает 85 %.
Космополитический вид, известный среди прочего из большей части Европы, Азии, Америки и Африки.